# Montevallo, Alabama
Montevallo là một thành phố thuộc quận Shelby, tiểu bang Alabama, Hoa Kỳ. Dân số năm 2009 là 6447 người, mật độ đạt 198 người/km².